# Itame circumflexaria
Itame circumflexaria là một loài bướm đêm trong họ Geometridae.